# Ambrosio de Benavides
Ambrosio de Benavides Medina Liñán y Torres (Granada, 20 de gener de 1718 - Cauquenes, 27 d'abril de 1787) fou un administrador colonial espanyol que va servir com a Governador de Puerto Rico, Governador de Charcas i Governador de Xile.
Va néixer a Granada, fill de Juan Carlos de Benavides Mesía Ponce de León, cap de la Inquisició a Cordoba, i de María Teresa de Medina Liñán y Torres. El 1738, es va unir a l'Exèrcit espanyol com a cadet, sent enviat finalment a Màlaga, Ceuta i Melilla. Va ser capità d'infanteria el 1741, sergent major el 1754, Tinent Coronel el 1760 i Coronel el 1761. El 25 de setembre de 1760 va ser anomenat governador de Puerto Rico per Ferran VI d'Espanya.
Benavides va ser notificat del seu nomenament com a Capità General de Xile el maig de 1780, i immediatament va iniciar un llarg viatge per terra. Va haver de parar i passar l'hivern en la ciutat de Mendoza i finalment va aconseguir arribar a Santiago de Xile l'11 de desembre, assumint la seva posició l'endemà. No obstant això, el llarg i ardu viatge va suposar un empitjorament de la seva salut del qual mai es va tornar a recuperar.
Tan aviat com va arribar, va haver de fer front a amb l'anomenada Conspiració dels Tres Antonios, on dos francesos, Antonio Gramusset i Antonio Berney, i un crioll, José Antonio de Rojas, inspirats en els ideals de la Il·lustració, havien formulat un pla per fundar Xile com una república independent. Els tres conspirators van ser arrestats en secret l'1 de gener de 1781, evitant qualsevol possible malestar civil abans que tot comencès.
La inundació de 1783 fou una de les mes fortes ocorregudes a Xile. El 13 d'abril, un fort terratrèmol fort va afectar Santiago i el 16 de juny, el riu Mapocho, després de nou dies de pluja sense interrupció, va inundar la ciutat. El riu primer va sortir del seu curs orientant-se a la ciutat, i va baixar per l'Alameda (que en si mateix era una antiga branca fluvial). Aviat també va superar els dics inundant tot el costat nord (La Cañadilla) de la ciutat. Tot el centre es va convertir en una illa envoltada d'aigua per tots costats. Moltes monjas, com les carmelites de San Rafael, van haver de ser rescatades a cavall dels monestirs aïllats. Finalment, la tempesta es va reduir el dia 17, sense baixes, però amb grans pèrdues econòmiques.
El rei Carles III d'Espanya va decidir reformar l'administració política de l'imperi. Entre altres reformes va subdivir les Capitanies Generals en Intendencias. A Xile van ser creades dos dos el 1786: Santiago, cobrint l'àrea de Copiapó al riu Maule; i Concepción, del Riu Maule al riu Valdivia. Benavides, com a governador de Xile, es va convertir també en l'intendent de Santiago, i el brigadier Ambrosio O'Higgins es convertí en intendent de Concepción. Benavides va anomenar com el seu ajudant a Alonso de Guzmán y Peralta; mentre O'Higgins va anomenar Juan Martínez de Rozas, ambdós advocats.
Una altra conseqüència de les reformes va ser que el Rei es reservaba per ell l'anomenament dels governadors militars de Valparaíso i Valdivia, i mentre Xile continental va quedar com a Capitania-General dins del Virregnat, l'illa Gran de Chiloé es va separar i va fer una dependència directa de la Virregnat del Perú.
Durant el seu període, l'arquitecte italià Joaquín Toesca va arribar a Xile. Va ser l'encarregat de la construcció de la nova Catedral, el Palacio de la Moneda, l'edifici nou pel Cabildo i la nova presó pública. Va prestar molta atenció en la construcció del canal Maipo i a la reconstrucció de Santiago després de les inundacions de 1783, incloent traslladar la ubicació de La Moneda des del seu emplaçament original al costat del riu fins a l'actual.
El 27 de març de 1787, oficialment va anomenar Tomás Álvarez de Acevedo com a governador interí i es va retirar a Cauquenes per intentar millorar la seva salut. Va morir el 27 d'abril de 1787 i va ser enterrat a la Catedral de Santiago.